# Čitimača (jezična porodica)
Chitimachan je porodica sjevernoameričkih indijanskih jezika u području delte Mississippija. Prema ranijoj klasifikaciji svrstavani su porodici Tonikan, kao jedna od tri njihove skupine i Velikoj porodici Hokan-Siouan, nepriznata. Powell, razlikuje posebno porodice Attacapan, Tonikan i Chitimachan. Sve ove tri navedene skupine neopravdano je nasilno lingvistički uključivati u neke mega-porodice, samo iz razloga da bi se priveo kraju neki ligvistički 'problematični' problem. Indijanci Atakapa, Chitimacha i Tonika ili Tunica nemaju nikakve kulturne ni etničke srodnosti. Predstavnici Poewll-ove porodice Chitimachan su najmanje tri etnolingvistički srodna plemena, to su: Chawasha, Chitimacha i Washa. Indijanci Yagenechito mogući su njihovi srodnici. Lokacija: (Louisiana).

## Vanjske poveznice
- Chitimachan Family